# Emmanuel Ariès
Pour les articles homonymes, voir Ariès.
Louis-Marie-Joseph-Emmanuel Ariès (27 août 1847, Le Carbet - 24 février 1923, Versailles) est un militaire et thermodynamicien français.

## Biographie
Fils de Joseph Ariès, négociant à La Martinique, et de Céleste Dert, il est élève à l'École polytechnique, puis à l'École d'application de Metz en 1868.
Il passe sous-lieutenant en 1868, lieutenant en 1870 et capitaine en 1873.
Il occupe les fonctions de chef du génie successivement à Orléansville en 1882, à Médéa en 1883, à Remiremont en 1888, à Poitiers en 1889 et à Marseille en 1897. 
En 1899, il est promu officier de la Légion d'honneur.
Il est promu chef de bataillon, puis lieutenant-colonel du Génie.
Occupé à des travaux sur la thermodynamique, il reçoit le Prix Hughes, décerné par l'Académie des sciences, pour ses travaux,. Il est élu membre correspondant de l'Académie des sciences (section de mécanique) le 6 novembre 1916, en remplacement d'Armand Considère.
Marié à Élisabeth Conilh de Beyssac, petite-fille du général Jean Romain Conilh de Beyssac, il est le père de Nel Ariès, ainsi que l'oncle de José Ariès et le grand-oncle de Philippe Ariès.

## Publications
- Thermodynamique des systèmes homogènes (Gauthier-Villars, 1897)
- Chaleur et énergie, Masson et cie [etc] (Paris), 1898, Texte disponible en ligne sur LillOnum
- La Statique chimique basée sur les deux principes fondamentaux de la thermodynamique (1904)
- L'électricité considérée comme forme de l'énergie (1906)
- Les faux équilibres chimiques et la thermodynamique classique (1913)
- Chimie physique élémentaire. Tome 1er. Les principes généraux de la statique chimique (1914)
- Thermodynamique : propriétés générales des fluides (1920)
- L'œuvre scientifique de Sadi Carnot : introduction à l'étude de la thermodynamique (Payot, 1921)